# Charles Abbot, 1. Baron Colchester

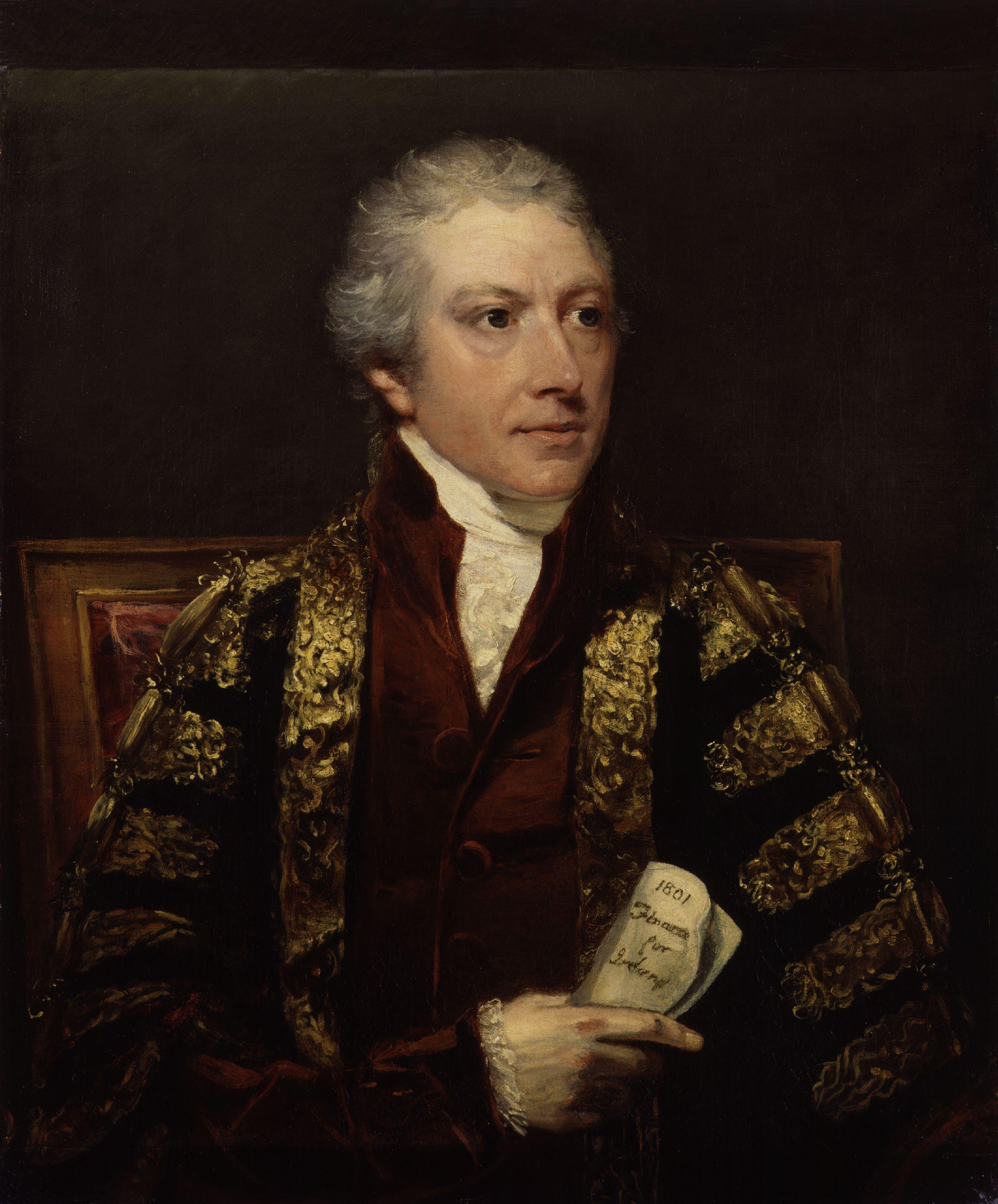
Charles Abbot

Charles Abbot, 1. Baron Colchester (* 14. Oktober 1757 in Abingdon; † 8. Mai 1829) war ein britischer Politiker und Sprecher des Unterhauses (House of Commons).

## Familie und berufliche Laufbahn
Der Sohn eines Schulrektors war durch die erste Ehe seiner Mutter Halbbruder des Philosophen und Begründers des Utilitarismus, Jeremy Bentham.
Nach dem Besuch der Westminster School absolvierte er ein Studium der Rechtswissenschaften am College von Christ Church (Oxford). Dort gewann er nicht nur eine Auszeichnung des Kanzlers für das Verfassen lateinischer Verse, sondern als bester Absolvent seines Jahrgangs als Bachelor of Civil Law (B.C.L.) ein Stipendium. 1783 wurde er zum Rechtsanwalt (Barrister) zugelassen. Bereits am 14. Februar 1793 wurde er wegen seiner wissenschaftlichen Leistungen Fellow der Royal Society (FRS). 1795 wurde er für einige Monate Regularienbeamter am damaligen Obersten Gericht (King’s Bench).

## Politische Laufbahn

### Abgeordneter
Bereits im Juni 1795 begann er seine politische Laufbahn mit der Wahl zum Abgeordneten des Unterhauses (House of Commons). Dort vertrat er zunächst dank des Einflusses von Francis Osborne, 5. Duke of Leeds, bis 1802 den Wahlkreis von Helston. Bereits nach einem Jahr machte er sich als Mitglied zweier Komitees einen Namen als Reformer. 1802 war er für kurze Zeit Abgeordneter des Wahlkreises Heytesbury, ehe er im gleichen Jahr Abgeordneter des Wahlkreises Woodstock wurde. Bereits nach vier Jahren wurde er jedoch Abgeordneter des Wahlkreises Oxford University, der er nunmehr bis 1817 im House of Commons vertrat.

### Parlamentssprecher und Mitglied des Oberhauses
Im März 1801 wurde er im Kabinett von Premierminister Henry Addington zum Chief Secretary for Ireland berufen und hatte damit die Schlüsselposition der britischen Verwaltung für Irland im erst am 1. Januar 1801 neu geschaffenen United Kingdom of Great Britain and Ireland inne.
Bereits im Februar 1802 wurde er als Nachfolger von Sir John Mitford jedoch zum Sprecher (Speaker) des House of Commons gewählt. Dieses Amt übte er zur allgemeinen Zufriedenheit bis 1817 aus, als ihn eine schwere Hauterkrankung (Erysipel) zum Rücktritt von diesem Amt zwang.
Nach seinem Rücktritt wurde er in erblichen Adelsstand erhoben. Er führte den Titel Baron Colchester und gehörte als solcher dem Oberhaus an.
Sein Sohn Charles Abbot, der ihm 1829 als 2. Baron Colchester folgte, war später Generalzahlmeister und Generalpostmeister.

## Veröffentlichungen
- The Diary and Correspondence of Charles Abbot, Lord Colchester: Speaker of the House of Commons 1802–1817. Drei Bände